# Petilovrijenci
Petilovrijenci je zajednički naziv za kotorske kršćanske mučenike braću Petra, Andriju i Lovru, iz bokokotorske obitelji Zagunović.

## Životopis
Godine 840. braća Petar, Andrija i Lovro iz kotorske obitelji Zagunovića podnijeli su mučeničku smrt od Saracena. Pri ulazu u kotorski zaljev na poluotoku Luštici, nalazi se mali zaton Žanjica. U tom se zatonu vjerojatno nalazio nekadašnji grad Rose. Kad su Saraceni razorili Kotor 840. godine, razorili su i Rose te su tada poginuli mučeničkom smrću Petilovrijenci. Prema predaji najprije su bili pokopani gdje se nalaze tragovi najstarije crkve podignute njima u čast početkom 11. stoljeća.
Najopširnije izvještaje o njihovoj smrti i štovanju donose kroničari Flaminije Kornelije i Junije Restić. Prema Flaminiju, Petilovrijenci su bili rođena braća iz kotorske obitelju Zagunovića. Bili su pokopani kod brda Platana, blizu mora kod zatona Žanjice. Na Žanjici je živjela satrija katolička redovnica kojoj su se prema predaji u snu javili braća Petilovrijenci te joj naredili da poruči Kotoranima da njihova tijela prenesu u crkvu. Njezinu zamolbu je dva puta knez kotorski odbijao. Zatim su joj naredili da poruku prenese Dubrovčanima koji su po noći s nadbiskupom Vitalom krenuli po tijela. Mjesto ukopa pokazao im je redovničin brat svećenik Bono. Nakon što su preuzeli tijela mučenika lađa se nije pomicala s mjesta jer je dio tijela jednog mučenika ostao u grobu. Zatim su otplovili u Cavtat pa u Dubrovnik. Kroničari ne spominju u kojoj su crkvi bile pohranjene kosti mučenika; najvjerojatnije je to bila tada najpoznatija crkva sv. Stjepana. Redovnicu su Dubrovčani obdarili stanom u Dubrovniku u kojem je živjela do svoje smrti.
Nakon što su Kotorani doznali kako su Dubrovčani prenijeli tjelesa mučenika, izgradili su 1027. godine crkvu u čast močenika, čiji se tragovi još uvijek vide.

## Štovanje
Dubrovački trgovci su skupili 1200 dukata i sagradili 1251. godine u glavinoj ulici grada crkvu u čast Petilovrijencima. U njoj se svake godine 7. srpnja vršila svečana služba Božja, a prisustvovao je i gradski rektor i Vijeće. Ta se crkva opaža i na planu Dubrovnika što ga u ruci drži sv. Vlaho (na nekim starijim slikama). Spominje se i kao rektor te crkve svećenik Andrija. Prigodom potresa 1667. crkva je bila oštećena te je za popravak crkve određena svota od 2921,29 dukata. Prema knjizi troškova za popravak crkve od (1667. – 1702.) popravcima su upravljala tri plemića: Stefano Sargo Bodali, Pavlo Nicolino di Gondola i Vladislavo Secondo di Bucchia.
Nakon sto godina, zbog lošeg stanja u kojem se nalazila, dozvolom Svete Stolice bila je porušena. Gradilište i materijali su bili prodani za 12.000 dukata Mati Sorgočeviću Nikolinu koji je na tom mjestu sagradio trokatnu kuću. Ulica do te kuće nosi ime Petilovrijenci. Od dobivene svote, u dubrovačkoj je katedrali, izgrađen mramorni oltar, kraj krstionice, njima u čast. Oltarna pala prikazuje tri mučenika s palmama u rukama. Pri dnu slike nalazi se natpis: „Ang. Campanella inv. et Carmelus Reggio pinx. Ragu. MDCCCXII”, odnosno da je kompoziciju slike zamislio Anđeo Kampanela, a sliku izradio Karmelo Ređo, 1812. godine. Taj je slikar bio rodom iz Palerma, a živio je i radio u Dubrovniku krajem 18. i početkom 19. stoljeća.
Dok je postojala crkva Petilovrijenaca u Dubrovniku (1251. – 1801.), njihove moći su se častile u toj crkvi. Danas se čuvaju u drvenom sarkofagu u relikvijaru dubrovačke katedrale. Njihov prikaz nalazi se na medaljonima na zlatnoj desnoj ruci relikvijara sv. Vlaha, izrađenoj u 13. stoljeću. Također prikaz se nalazi i srebrno-pozlaćenom relikvijaru ruke u kojima se čuvaju dijeliovi njihove podlaktice.
U Dubrovniku se svetkovina Petilovrijenaca slavi 7. srpnja. U kotorskoj bisikupiji na poluotoku Luštici u selu Donjem Krašiću podignuta je crkvica na čast Petilovrijenaca, koju je 4. kolovoza 1901. blagoslovio kotorski biskup Frano Uccellini-Tice. U relikvijaru kotorske katedrale sv. Tripuna nalaze se tri staklena cilindra u kojima se čuvaju tri komada kostiju mučenika.
Malo prije početka Drugog svjetskog rata dubrovački biskup Pavao Butorac je zatražio od Svete Stolice da mu odobri životopis Petilovrijenaca za svećenički brevijar. Molba nije bila odobrena zbog mimoilaženja kroničara u prikazivanju njihova života.

### Članci
- Krivić, Lav. 1969. Kotorski sveci. Crkva u svijetu. Sveučilište u Splitu - Katolički bogoslovni fakultet. Split. 4 (5–6): 508–513